# شوکا (دوره)
شوگِن (به ژاپنی: 正嘉 Shōka)؛ نام یک عصر تاریخی ژاپنی (نِنگُو) بود. این عصر بعد از کوگن و قبل از شوگن (دوره) قرار داشت و از مارس ۱۲۵۷ تا مارس ۱۲۵۹ میلادی به طول انجامید. در طی این عصر امپراتور گو-فوکاکوسا امپراتور ژاپن بود.